# Ituriel Moctezuma
Ituriel Moctezuma Romero (1984) es un político, ingeniero y divulgador mexicano. Preside la formación Pacto por Anáhuac, por la que se postuló sin éxito como candidato a la presidencia de México en las elecciones de 2024. Descendiente directo del emperador mexica Moctezuma II, es gobernador indígena y miembro del Consejo Nacional de Pueblos Originarios y Comunidades Indígenas de Ciudad de México.

## Biografía
Moctezuma Romero es tataratataranieto del emperador por vía de Diego de Alvarado Huanitzin y Teresa Francisca de Moctezuma, hija del primer matrimonio del emperador. Entre sus ascendientes están también Pedro Romero de Terreros, conde de Regla y esposo de otra descendiente de Moctezuma. Doctor honoris causa en ingeniería eléctrica y electrónica por la Universidad Nacional Autónoma de México, comenzó a administrar el legado de su familia al mando de la Fundación Tenochcayotl-Casa Moctezuma. Más tarde se convirtió también en miembro Consejo Nacional de Pueblos Originarios y Comunidades Indígenas de Ciudad de México.
A finales de 2023, trató de postularse como candidato a la presidencia de México como quinto candidato notorio detrás de Claudia Sheinbaum, Xóchitl Gálvez, Jorge Álvarez Máynez y el independiente Marco Vinicio Dávila, pero se le fue denegado por el Instituto Nacional Electoral al no cumplir su movimiento político Pacto por Anáhuac los requisitos de formación independiente. Pacto por Anáhuac se posicionó como un partido por la representación de los pueblos indígenas de México, contando con representantes de etnias, académicos y políticos como Tiburcio Zapata, nieto del revolucionario Emiliano Zapata, y Mario Ortiz Tobilla, gobernador indígena de Chiapas y miembro del Ejército Zapatista de Liberación Nacional.
En marzo de 2025, junto con el bisnieto de Gerónimo e historiador apache Alfonso Borrego y el descendiente de libertos hispánicos Michael Henderson, Moctezuma formó parte de Hispanoamérica, un futuro compartido, jornadas promocionales en España del nuevo documental de José Luis López Linares, autor del filme Hispanoamérica, canto de vida y esperanza.

## Pensamiento
Aunque se le ha considerado indigenista, Moctezuma es promotor de lo que denomina «indohispanidad», la fusión de los patrimonios indígena e hispánico que conforman el identitario mexicano, de la cual la hispanidad es la vertiente europea en complemento de la mexicanidad. Encumbra en especial la figura de su antepasado Moctezuma Xocoyotzin como un «renacentista americano» de grandes obras civilizatorias, que "quería un mundo donde Castilla y Tenochtitlan, Europa y América, convivieran y hermanaran sus culturas, reinos y religiones".
Atribuye a Moctezuma y Hernán Cortés un lazo en el que el emperador llegó a ver al conquistador como un amigo y protegido. Cortés fue, en su opinión, una figura de gran valor político y militar que también buscó la unión de los pueblos mesoamericanos e ibéricos, aunque se vio envuelto en una guerra ocasionada por las circunstancias. Mayores blancos de sus críticas son la república de Tlaxcala y la Malinche, a los que acusa de enturbiar a Cortés contra los mexicas, y cree que se habría evitado la guerra de haber tenido Moctezuma y Cortés camino libre para actuar. Especial importancia revisten para él los descendientes de Moctezuma como influyente familia mestiza en la historia de Hispanoamérica.

Los Moctezuma no somos una simple familia que como muchas otras vive en México y España a la vez. Los Moctezuma somos la historia viviente de España y México a la vez, pues somos de los pocos linajes antiguos sobrevivientes hispanoamericanos que podemos sentirnos orgullosos de nuestro legado, por tener en nuestra sangre lo mejor de la antigua Tenochtitlan e Hispania al mismo tiempo.

Critica la Leyenda negra española como un discurso extranjero demonizante, además de otra leyenda negra existente contra los propios mexicas, siendo ambas contra la identidad cultural de sus etnias: "si España se equivocó en algún momento de su historia o México se equivocó, solamente españoles y mexicanos tienen derecho a voz". Reconoce la existencia de estos desencuentros en su historia compartida, pero considera que "si se trata de pedir perdón, hay mucho de pedir perdón de ambos lados, pero lo correcto sería agradecer". Cree que España y México deberían dejar de hablar unilateralmente de sus historias y comenzar la construcción de un relato común y coherente. Además nota la ironía de que en España existen estatuas de Moctezuma, pero no así en México.

México sacrificó a lo mejor parte de su cultura, pero recibió también una gran cultura, que es la cultura occidental. Si no hubiera llegado Cortés en ese siglo, ahorita estaríamos en un atraso. Todos. Pero ese encuentro entre Cortés y Moctezuma, entre Europa y América, que se dio de manera violenta en cierto modo, logró que esta humanidad del siglo XXI gozara de esta tecnología.

Base de sus miras políticas es restablecer los lazos políticos entre México y España, que considera naciones hermanas y herederas de un mestizaje de cinco siglos: "todo lo que parece 'separar' a ibéricos y americanos en realidad nos une". También ve necesario para el bien común desprenderse de la dualidad entre izquierda y derecha política y de la instrumentalización política de la historia en su país. Moctezuma considera sobre todo imprescindible la creación de un bloque hispanoamericano económico, industrial y militar, una «mancomunidad indohispana», como única vía de prosperidad para sus integrantes en el mundo moderno, especialmente ante la competencia de bloques foráneos. Ha propuesto así mismo que los Moctezuma españoles formen también candidaturas políticas en España como medio para facilitarlo.

Todas las regiones del mundo están haciendo bloques, pero Hispanoamérica no lo está haciendo y se va a terminar arrepintiendo. [...] Si juntáramos todas las economías, desde Chile hasta España, seríamos la tercera o cuarta potencia mundial, solamente estaríamos debajo de Estados Unidos, China y quizás India, ni todos los árabes juntos llegarían a rebasarnos o la propia Rusia y su zona asiática.

Entre sus reformas políticas propuestas a nivel de México se encuentran el otorgamiento de autonomía a nivel municipal, sustituir el erario público por financiación de empresas productivas en los programas sociales para impedir el clientelismo.